# Desmotheca coralloides
Desmotheca coralloides là một loài Rêu trong họ Orthotrichaceae. Loài này được (Duby) Broth. mô tả khoa học đầu tiên năm 1902.